# Leo Buscaglia
Felice Leonardo Buscaglia, detto Leo (Los Angeles, 31 marzo 1924 – Glenbrook, 11 giugno 1998), è stato un docente e saggista statunitense.

## Biografia
Leo Buscaglia è nato a Los Angeles da genitori italiani, nativi di Aosta. Cresciuto bilingue, frequenta le scuole a Los Angeles e svolge il servizio militare nella marina americana durante la Seconda guerra mondiale. Dopo la guerra frequenta la University of Southern California, dove consegue i diversi gradi accademici fino al dottorato in pedagogia nel 1963. Dopo le prime esperienze di insegnamento nelle scuole di Pasadena, dal 1965 al 1984 insegna al Department of Special Education presso la University of Southern California. Fu il primo ad istituire un corso universitario negli Stati Uniti incentrato sul tema dell'amore come elemento unificatore in diverse culture e religioni. Noto come "Il professore dell'amore", fu votato dai propri studenti come l'insegnante più popolare nell'anno 1969-70.
È stato autore di numerosi best seller sull'educazione e sull'amore, tradotti in oltre 12 lingue. Negli anni ottanta le sue "lezioni sull'amore", trasmesse dalla televisione pubblica, sono state una delle trasmissioni più seguite. Nella sua carriera Buscaglia ricevette numerosi riconoscimenti, incluso il titolo di Cavaliere dal governo italiano nel 1988 e il Columbian Award insignitogli dai Federated Italo Americans of Southern California nel 1991. Citato nel primo episodio della seconda serie The Americans, muore nel 1998 per un attacco cardiaco.

## Opere
- Vivere, amare, capirsi (Living, Loving & Learning)
- Amore
- La coppia amorosa
- La cucina dell'amore
- Nati per amare
- La via del toro
- Autobus per il paradiso
- Sette storie natalizie
- La foglia Muriel
- Papà